# Peter Backhaus
Peter Backhaus, född 1947, är en svensk konstnär. 
Peter Backhaus invandrade från Tyskland 1968. Han har genomgått konstnärlig utbildning på Hovedskous målarskola 1973–1978 och Valands Konsthögskola (Fri konst och nya medier) 1995–1996. Peter Backhaus har undervisat i måleri på Hovedskous Målarskola 1979–2000. Därefter blev han ägare och rektor av samma skola till 2014. Med ägarskiftet byttes också namnet till Göteborgs konstskola.
Backhaus finns representerad vid Borås konstmuseum, Göteborgs konstmuseum, Göteborgs kommun och Statens konstråd.
UTSTÄLLNINGAR Hans verk har visats på olika svenska och tyska gallerier och museer. Sedan 2019 har han representerats av Pashmin Art Consortia internationellt och har deltagit i många utställningar i Kina. I oktober 2021 deltog han i Florensbiennalen. 2022 visades hans nya serie på Art Archive Museum i Peking och på Art Fair Beijing. En bok om hans liv och konst kommer att ges ut i slutet av 2025.